# Salttijärvi (sjö i Finland, Lappland, lat 68,82, long 23,97)
Salttijärvi är en sjö i Finland. Den ligger i kommunen Enontekis i landskapet Lappland, i den norra delen av landet, 1 000 km norr om huvudstaden Helsingfors. Salttijärvi ligger 502,1 meter över havet. Omgivningarna runt Salttijärvi är i huvudsak ett öppet busklandskap. Arean är 55,7 hektar och strandlinjen är 4,64 kilometer lång. Sjön  ingår i Kemi älvs huvudavrinningsområde. 